# Věra Šťovíčková-Heroldová
Věra Šťovíčková-Heroldová (3. listopadu 1930 Praha – 30. října 2015 Praha) byla česká rozhlasová novinářka a překladatelka.

## Životopis
Narodila se v rodině taxikáře a posluhovačky. Otec jí z finančních důvodů nechtěl dovolit studovat, ale studium si vyvzdorovala – přihlásila se na reálné gymnázium Ch. Masarykové v Praze, které jako jediné nevyžadovalo souhlas rodičů; ten nakonec zpětně získala pod podmínkou, že si na studium vydělá sama. Po maturitě v roce 1949 nastoupila do Československého rozhlasu, od roku 1959 byla rozhlasovou zpravodajkou v Africe a o svém tamním působení vydala čtyři knihy reportáží (Africké perokresby, 1960; Afrika rok jedna, 1963; Prostor pro naději, 1967; Bouře nad rovníkem, 1967).
Po invazi vojsk Varšavské smlouvy se zapojila do protiokupačního vysílání. V reakci na to byla nejdříve v roce 1969 přeřazena a později, v roce 1970, z rozhlasu i z KSČ vyhozena. Po odchodu z rozhlasu byla krátce asistentkou v Náprstkově muzeu, kde se seznámila se svým budoucím manželem a tehdejším ředitelem muzea, etnologem Erichem Heroldem (1928–1988). Z vůle komunistické strany však byla opět nucena odejít. Dále pracovala jako uklízečka a jako obchodnice s kyselinou sírovou v Ústředních skladech (na doporučení Petra Pitharta), kde zůstala až do sametové revoluce. Především se však věnovala překladům beletrie z angličtiny a francouzštiny. Podepsala Chartu 77, kvůli čemuž se ocitla v hledáčku Státní bezpečnosti, která se ji snažila ještě v 80. letech opakovanými výslechy psychicky zlomit a přinutit tak k tomu, aby svůj podpis odvolala. Protože v 70. a 80. letech nesměla publikovat, vydávala své překlady pod jmény přátel (Libuše Boháčková, Věra Bystřická, Zlata Černá, Josef Kandert, Hana Knížková, Greta Mašková, Eva Musilová, Dušan Zbavitel). Společně s manželem Věra Šťovíčková napsala knihu o africkém orálním umění a přeložila do češtiny klasickou knihu Jamese Frazera Zlatá ratolest.
S Náprstkovým muzeem odborně spolupracovala i po svém nuceném odchodu, i po revoluci – například roku 1993 jako spoluautorka výstavy Africký ornament a tvar (s Josefem Kandertem).
Jako jedna z hlavních postav se objevila ve filmu Jiřího Mádla Vlny (2024), který se odehrává v letech 1967–1968, kdy byla Věra Šťovíčková přední osobností Československého rozhlasu (hrála ji Táňa Pauhofová).

## Knižní dílo
- Africké perokresby (1960)
- Afrika rok jedna (1963)
- Prostor pro naději (1967)
- Bouře nad rovníkem (1967)
- Africké lásky, africká manželství v životě a v zrcadle afrického umění (1994) – spoluautor Erich Herold
- Po světě s mikrofonem (2009)